# 中井ほのか
中井 ほのか（なかい ほのか、2002年1月30日 - ）は、日本の女子レスリング選手。愛知県出身。階級は68kg級。

## 来歴
オリンピックで3連覇を果たした吉田沙保里も所属していた一志ジュニア出身。一志中学3年の時にジュニアクイーンズカップ中学生の部と全国中学選抜選手権で2連覇すると、全国中学生選手権でも優勝した。至学館高校へ進むと、1年の時には世界カデット選手権65kg級で優勝した。2年の時にはJOC杯カデットの部と世界カデット選手権で2連覇、クリッパン女子国際大会カデットの部では3連覇した。3年の時にはジュニアクイーンズカップカデットの部と世界カデット選手権で3連覇を成し遂げた。

## 主な戦績
- 2014年 -　全日本女子オープン選手権（中学生の部）3位（52kg級）
- 2015年 -　ジュニアクイーンズカップ 中学生の部　優勝（57kg級）
- 2015年 -　全国中学生選手権　3位（57kg級）
- 2015年 -　全国中学選抜選手権　優勝（57kg級）
- 2016年 -　ジュニアクイーンズカップ 中学生の部　優勝（62kg級）
- 2016年 -　全国中学生選手権　優勝（62kg級）
- 2016年 -　全国中学選抜選手権　優勝（62kg級）
- 2017年 -　クリッパン女子国際大会　カデットの部　優勝（60kg級）

65kg級での戦績
- 2017年 -　ジュニアクイーンズカップ カデットの部　優勝
- 2017年 -　JOC杯カデットの部　優勝
- 2017年 -　インターハイ　2位
- 2017年 -　世界カデット選手権　優勝
- 2017年 -　全日本女子オープン選手権（高校生の部）優勝
- 2018年 -　クリッパン女子国際大会　カデットの部　優勝
- 2018年 -　ジュニアクイーンズカップ カデットの部　優勝
- 2018年 -　JOC杯カデットの部　優勝
- 2018年 -　アジアカデット選手権　優勝
- 2018年 -　世界カデット選手権　優勝

68kg級での戦績
- 2018年 -　インターハイ　3位
- 2018年 -　全日本女子オープン選手権（高校生の部）優勝
- 2019年 -　クリッパン女子国際大会　カデットの部　優勝（65kg級）
- 2019年 -　ジュニアクイーンズカップ カデットの部（69kg級）
- 2019年 -　世界カデット選手権　優勝（69kg級）
- 2019年 -　全日本女子オープン選手権（高校生の部）優勝

（出典）